# Wrightieae
Wrightieae, tribus zimzelenovki, dio potporodice Apocynoideae. Postoje tri roda drveća, grmova i lijana iz Afrike i tropske i suptropske Azije

## Rodovi
1. Pleioceras Baill.
2. Stephanostema K.Schum.
3. Wrightia R.Br.